# キクユ (ケニア)
キクユ (英: kikuyu) は、ケニアのキアンブカウンティにある都市。ナイロビの北西約20kmに位置する。この地域の主要な民族であるキクユ族にちなんで名付けられた。総人口は323,881人 (2019年)。

## 概要
植民地時代のキリスト教宣教師の集落から発展した。牧畜業と農業を主産業としているが、モンバサとナイロビを結ぶバイパスの経由地点であるため、発展が見込まれている。近くにはナイロビ川の源流であるオンディリ湿地がある。